# Capo Serdce-Kamen'
Capo Serdce-Kamen' (in russo мыс Сердце-Камень; in ciukcio Пыттэлгыянраквын, Pyttėlgyjanrakvyn) si trova sulla costa settentrionale della penisola dei Ciukci, in Russia e si affaccia nel mare dei Čukči. Amministrativamente appartiene al Čukotskij rajon del Circondario autonomo della Čukotka.
È situato 120 km a est della baia Koljučinskaja e a 30 km dalla laguna Nėskėnpil'gyn (Лагуна Нэскэнпильгын); si trova inoltre circa 140 km a nord-ovest di capo Dežnëv. Capo Serdce-Kamen' è un costone roccioso e ha un'altezza di 20 m. A nord-ovest, a 11 km, si trova il villaggio di Ėnurmino (Энурмино). Il villaggio di Uėlen, l'insediamento più orientale della Russia, si trova 150 km a sud-est di capo Serdce-Kamen', lungo la costa.

## Storia
Raggiunto nel 1728 da Vitus Bering gli è stato dato questo nome a causa di un equivoco con un capo all'ingresso della baia Kresta. Mantenendo l'errore, il nome venne anche riportato sulle mappe da James Cook nel 1778.
Il relitto della nave a vapore sovietica Čeljuskin (Cheliuskin), che affondò nel 1934 durante la sua esplorazione della rotta marittima del Nord, è stato scoperto nel 2006 sul fondo del mare alla profondità di circa 50 m, non lontano dal promontorio.

## Fauna
Sulla costa di capo Serdce-Kamen' è stata registrata la maggiore colonia al mondo di trichechi del Pacifico (Odobenus rosmarus divergens): 70.000 individui nel 2013, 97.000 nel 2010. Sulle rocce, c'è una piccola colonia di uccelli marini: albatro di Steller, gabbiano glauco, fratercula dal corno e cormorano pelagico.